# ヴォゴーニャ
ヴォゴーニャ（イタリア語: Vogogna）は、イタリア共和国ピエモンテ州ヴェルバーノ・クジオ・オッソラ県にある、人口約1,800人の基礎自治体（コムーネ）。

## 地理

### 位置・広がり
ヴェルバーノ・クジオ・オッソラ県北部、オッソラ地方（Ossola）に位置するコムーネ。ドモドッソラから南へ約12km、県都ヴェルバーニアから西北西へ約22km、ミラノから北西へ約92km、州都トリノから北東へ114kmの距離にある。
| 隣接するコムーネは以下の通り。 - ベウラ＝カルデッツァ - パッランツェーノ - ピエディムレーラ - ピエーヴェ・ヴェルゴンテ - プレモゼッロ＝キオヴェンダ |

## 文化・観光
「イタリアの最も美しい村」クラブの加盟コムーネである。
- ヴォゴーニャの家屋

## 姉妹都市
- Lançon-Provence、フランス